# كأس السوبر الفلسطيني لقطاع غزة 2017
كأس السوبر الفلسطيني لقطاع غزة 2017 هي النسخة السادسة من البطولة كانت بين الجمعية الإسلامية و شباب رفح.

## الفرق
| الفريق            | الوصول                                         | وصول سابق (الخط الغليظ يشير إلى بطل تلك النسخة) |
| ----------------- | ---------------------------------------------- | ----------------------------------------------- |
| الجمعية الإسلامية | بطل الدوري الفلسطيني الممتاز لقطاع غزة 2016–17 | 1 (2013)                                        |
| شباب رفح          | بطل كأس فلسطين لأندية قطاع غزة 2016–17         | 2 (2013 ، 2014)                                 |

## المباراة
| الجمعية الإسلامية | شباب رفح |

| الجمعية الإسلامية | 1 – 1   | شباب رفح |
| --- | ------- | --- |
| محمد بركات 62' (ركلة.)                                                                                                 | (تقرير) | محمد السطري 9' |
| ركلات الترجيح |         | |
| محمد أبو حسنين · محمد الديري · محمد أبو توهة · محمد أبو ناجي · محمد بركات · سامي سالم · محمد أبو حشيش · محمود العامودي | 5 – 6   | وليد أبو دان · محمد أبو دان · بسام قشطة · ميسرة البواب · سعيد السباخي · محمد أبو هاشم · محمد الشاعر · محمد السطري |